# Lolo-fartyg
Lolo-fartyg (lift on, lift off) är en typ av fartyg som är konstruerade för att lasten lyfts ombord och iland med exempelvis en kran. Den vanligaste formen idag är containerfartyg som går på långa rutter.